# Баміанські статуї Будди
Культурний ландшафт Баміанської долини — дві велетенські статуї Будди (55 і 37 метрів), що входили до складу комплексу буддійських монастирів у Баміанській долині. В 2001 році, всупереч протестам світової громадськості, статуї були варварськи зруйновані мусульманськими талібами, які вважали, що вони є язичницькими ідолами й підлягають знищенню.
Статуї були висічені в навколишніх скелях, частково доповнені міцним тиньком, що тримався на дерев'яній арматурі. Верхні дерев'яні частини постатей скульптур були втрачені ще у давнину. Крім зруйнованих скульптур, у монастирях долини є ще одна, яка зображає Будду, що лежить, її розкопки почалися 2004 року.
Культурний ландшафт та археологічні пам'ятки долини Баміан представляють мистецтво, яке з 1 по 13 століття характеризувало регіон, інтегруючи різні культурні впливи в школу буддійського мистецтва гандхара. Тут збереглися численні буддійські монастирські ансамблі та святилища, а також укріплені споруди ісламського періоду.

## Баміанська долина. Історія
Баміанська долина розташована в центральній частині Афганістану, затиснута між високими горами Гіндукушу в центральному високогір'ї, менше ніж за 200 км на північний захід від Кабулу. В долині знаходиться сучасне місто Баміан — центр однойменної провінції Афганістану. 
Долина є єдиним зручним проходом через Гіндукуш, тому спрадавна була торговим коридором.
У II столітті тут виникли буддійські монастирі. За царя Ашока було розпочато будівництво велетенських статуй, що завершилося лише через двісті років. У V столітті китайський мандрівник пише про десять монастирів, які населяли тисячі ченців. Обширні печерні комплекси, вирубані в скелях, служили заїжджими дворами для паломників і торговців. У XI столітті долина була приєднана до мусульманської держави Газневідів, проте буддійські святині тоді не були зруйновані. У долині виросло місто Гаугале, прикрашене мечетями. В 1221 році війська Чингісхана зруйнували місто і спустошили долину. У середньовіччі комплекс буддійських монастирів у Баміанській долині отримав назву Кафіркала — місто невірних.

## Знищення статуй
Знищення сталося після указу лідера талібів мулли Мохаммеда Омара від 26 лютого 2001 року: «Бог єдиний, а ці статуї поставлені для поклоніння, що помилково. Вони мають бути зруйновані, щоб не бути об'єктом культу ні зараз, ні у майбутньому».
Статуї були знищені у декілька етапів протягом декількох тижнів, починаючи від 2 березня 2001 р. Спочатку статуї були обстріляні за допомогою артилерії. Це завдало серйозної шкоди, але не зруйнувало їх. З цього приводу міністр інформації талібів Кудратулла Джамал поскаржився, що робота руйнування не так проста, як можна було подумати, оскільки скульптури висічені у скелі. Пізніше таліби розмістили протитанкові міни на дні ніші так, що коли уламки скель впали від артилерійського вогню, статуї одержали б додаткові руйнування на мінах. Зрештою, таліби спустили людей скелею донизу і заклали вибухівку в отвори у статуях. Після одного з вибухів не вдалося повністю знищити одного з Будд, була запущена ракета, яка залишила отвір в залишках кам'яної голови.

### Реакція світової громадськості на руйнування статуй
Уряд США заявив, що «пригнічений і спантеличений» рішенням про знищення статуй, яке було названо «оскверненням культурної спадщини Афганістану».
Міністерство закордонних справ Індії назвало рішення талібів «атакою на культурну спадщину не тільки афганського народу, але й усього людства».
Глава ЮНЕСКО Мацуура Коітіро засудив дії талібів, заявивши, що «жахливо бачити холоднокровне і розважливе знищення культурних цінностей, які є спадщиною афганського народу і всього людства».
Пакистан, одна з трьох країн, що офіційно визнали рух Талібан, піддав критиці рішення про знищення статуй.
Іранське агентство новин Iran News заявило, що рішення талібів, бувши «прийнятим в ім'я ісламу, кидає тінь на священну релігію».
Муфтій Єгипту Наср Фарід Уасель закликав талібів скасувати своє рішення, заявивши, що «присутність статуй не заборонена ісламом».

## Сучасний стан. Проєкти відновлення
У 2003 році до списку Всесвітньої спадщини ЮНЕСКО включені численні історичні споруди Баміанської долини. 
Критерій (i): Статуї Будди та наскельне мистецтво в Баміанській долині  є видатними представниками гандхаранської школи буддійського мистецтва в Центральній Азії.
Критерій (ii): Мистецькі та архітектурні пам'ятки Баміанської долині, важливого буддійського центру на Великому шовковому шляху, є винятковим свідченням переплетіння індійських, елліністичних, римських і сасанідських впливів як основи для розвитку особливого мистецького вираження в гандхаранській школі. До цього можна додати ісламський вплив у пізніший період.
Критерій (iii): Баміанська долина є винятковим свідченням зниклої культурної традиції в Центральній Азії.
Критерій (iv): Баміанська долина є видатним прикладом культурного ландшафту, який ілюструє важливий період в історії буддизму
Критерій (vi): Баміанська долина є найбільш монументальним вираженням західного буддизму. Протягом багатьох століть вона була важливим центром паломництва. Через свою символічну цінність пам'ятники страждали в різні часи свого існування, включаючи навмисне руйнування у 2001 році, яке сколихнуло весь світ.
Культурний ландшафт та археологічні пам'ятки долини Баміан складаються з восьми окремих об'єктів, розташованих у долині:
- Скеля Баміан, включаючи ніші 38-метрового Будди, сидячих Будд, 55-метрового Будди та навколишні печери — великий ансамбль буддійських монастирів, каплиць і святилищ уздовж підніжжя долини, датованих III - V сторіччям;
- Печери долини Какрак, включаючи нішу стоячого Будди (10 метрів) — сотні печер, датованих VI - XIII сторіччями та святилищем з розписами сасанідського періоду;
- Печери Кул-І-Акрам у долині Фуладі — печери з розписами;
- Печери Калай Гамай в долині Фуладі — печери з розписами;
- Шахр-і-Зухак — більш ранні залишки перекриті забудовою X-XIII сторіч за часів правління ісламських династій Газневідів і Гурідів;
- Каллай Кафарі А — залишки оборонних стін і поселень, датовані VI-VIII сторіччями;
- Каллай Кафарі Б — залишки оборонних стін і поселень, датовані VI-VIII сторіччями;
- Шахр-і-Гульгула — залишки фортеці, датованої VI-X сторіччями, на відгалуженні Великого шовкового шляху, через стародавню Бактрію.

Пропонуються різні плани відновлення статуй, включаючи незвичайний проєкт японського художника Хіро Ямагата (Hiro Yamagata) — лазерну проєкцію, що відтворює втрачені пам'ятники. Ведуться роботи по консервації збереженого живопису V⁣ — ⁣IX століть у печерних монастирях буддистів.
14 березня 2011 стало відомо, що ЮНЕСКО не буде відновлювати Баміанські статуї Будди. На це рішення вплинуло два фактори: на фінансування проєкту піде від 8 до 12 млн доларів, але необхідних коштів немає. По-друге, більш ніж наполовину, Будда буде складатися з нового каменю: «Нам слід подумати про публіку, якій не потрібна підробка: їй потрібен оригінал. А справжні статуї зруйновані» — заявив Франческо Бандарін, помічник генерального директора ЮНЕСКО з питань культури.